# Paulina Mongird
Paulina Mongird, född 1865, död 1924, var en litauisk fotograf. Hon blev 1892 den första kvinnliga yrkesfotografen i Litauen. 